# József Gábor
József Gábor (Dicsőszentmárton, 1937. június 9. – Tata, 2011. szeptember 11.) vegyészmérnök

## Élete
Szüleivel 1940-ben költözött Magyarországra Erdélyből, ahol a család felmenői több generáción át unitárius lelkészek és tanítók voltak. Édesapja József Dénes, az Ajkai Timföldgyár és Alumíniumkohó vállalat bérosztályának volt vezetője. Édesanyja Szabó Gizella, az Ajkai Timföldgyár és Alumíniumkohó vállalat volt adminisztrátora. Testvére Dénes, építészmérnök.

### Gyerekkor, iskolák
Ajkán nevelkedett. Általános iskolai tanulmányait a Pápai Református Kollégiumban és Ajkán, középiskolai tanulmányait a Veszprémi Vegyipari Technikumban végezte (1951-1955). Országos kémiai technológia tanulmányi versenyen elért eredménye alapján felvételt nyert a Veszprémi Vegyipari Egyetemre (1955-1960). A Veszprémi Vegyipari Egyetem Ásványolaj- és Szénfeldolgozó Ipari szakon végzett kitüntetéses oklevéllel. Tanulmányai során kitűnő tanuló volt, egyetemista korában Veszprém Város Ének és Zenekarának tagjaként öt évig hegedült a város zenekarában.

### Szakmai pályafutás
A Veszprémi Vegyipari Egyetem elvégzését követően 1960-tól tíz éven át a Komáromi Kőolajipari Vállalat almásfüzitői egységében dolgozott üzem- és kenőolaj üzemcsoport vezetőként. Ekkor történt meg a kenőanyag-gyártásra történő vállalati szakosodás, amely keretében műszaki fejlesztési csoport kialakítására és vezetésére kapott megbízást.
Almásfüzitőről került 1970-ben az Országos Kőolaj- és Gázipari Trösztbe (OKGT), majd 1971-ben Tiszaújvárosba, hogy egy új finomító, a Tiszai Kőolajipari Vállalat beruházásának előkészítésével foglalkozzon. Vegyészmérnöki szakmai munkásságának fő műve a Tiszai Finomító (TIFO) műszaki koncepciójának megfogalmazása és zöldmezős beruházásának megvalósítása volt. A Technológiai és Műszaki Fejlesztési Főosztály vezetőjeként a finomító terveztetésében, építésének koordinálásában és a későbbi fejlesztések megvalósításában meghatározó szerepet vállalt. A TIFO-nál az 1. törzsszámot viselte.
1985-ben megpályázta és elnyerte az OKGT - Péceli Béla nyugdíjba vonulása miatt megüresedett - műszaki vezérigazgató helyettesi pozícióját. Hozzá tartozott a kőolaj finomítás, a termékkereskedelem, a gázipari szolgáltatások és a Központ számítástechnikai rendszerének felügyelete és irányítása. Zsengellér István vezérigazgató bevonta az OKGT szervezet megújítási programjának koncepció alkotásába és a magyar olajipar privatizációjának előkészítésébe, amely nemzetgazdasági hatású projektként valósult meg.
A MOL Magyar Olaj- és Gázipari Részvénytársaság (MOL Rt.) 1991-ben történt megalakulását követően – Subai József vezérigazgató felkérésére - MOL ügyvezető igazgató munkakört töltött be a vezérigazgató közvetlen irányításával, amikor nemzetközi kapcsolatok építésén, a multinacionális cégekkel való együttműködés koordinálásán, a MOL Rt. arculatát kialakító PR munkákon és a társasági részvényiroda megszervezésén dolgozott.
1995-ben vonult nyugdíjba, műszaki-társasági megbízásait (Magyar Kémikusok Egyesülete, a Kőolaj Világkongresszusok Nemzeti Bizottságának titkára, MTA Energiapolitikai Szakértői Bizottsági tagság) pedig az elkövetkező években 1998-ig adta vissza.

### Családja
Felesége: Vargha Márta (1941 - 2020), tanítónő.
Gyermekei: Gábor, Márta, Ákos, Anita.